# Frederik Draiby
Frederik Marius Rasmussen Draiby  (født 28. april 1877 i Kirke Helsinge, død  16. april 1966 i Aarhus) blev i 1919 ansat som den første stadsarkitekt i  Aarhus.
Frem til pensioneringen i 1943 prægede han byens  udvikling, ikke blot ved godkendelse af facadetegninger for de  bygninger, der skulle opføres i byen, men også ved egne værker.  Badeanstalten i Spanien og  Store Kapel på Vestre Kirkegård hører til  hans fornemste værker.

## Baggrund
Draiby stammede  fra Kirke Helsinge på Vestsjælland, hvor faderen var bygmester. Efter  uddannelse som murer ved Teknisk Skole i København blev han i 1898  optaget på Kunstakademiets arkitektskole. Fra 1898 til 1900 arbejdede  han hos arkitekten Vilhelm Dahlerup.
I 1901 rejste Draiby til  Cape Town i Sydafrika. Her blev han ansat hos arkitekten  Herbert Thomas Jones, og i 1903 blev han optaget i firmaet som partner.  Året efter blev han leder af firmaets afdeling i Johannesburg. I  1905 blev Draiby i Taarbæk gift med en svenskfødt hotelejerdatter, og  derefter afviklede han sine engagementer i Sydafrika. I 1907 var han  tilbage i Danmark, hvor han fik ansættelse på stadsarkitektens  kontor i København.

## Draibys arkitektur i Aarhus
Frederik M. Draiby blev hentet til det nyoprettede stadsarkitektembede i Aarhus, som han tiltrådte 1. oktober 1919. Sammen med Udvalget for Byens Udvidelse og Bebyggelse udførte han et stort arbejde for at skabe en vis ensartethed i gadebilledet. Det gjaldt f.eks. i Stadion Allé-kvarteret på Frederiksbjerg.
Der  blev dog også tid til selvstændige arbejder. Han var præget af  Landsforeningens Bedre Byggeskiks enkle udtryksform. Det ses bl.a. i de  smukke rækkehuse ved Poul Martin Møllers Vej (1925-27) og  dobbelthusene ved Marienlund (1926). Den harmoniske karré ved  Søndre Ringgade og Trepkasgade skyldes også Draiby.
Til  Vestre Kirkegård, der blev indviet i 1927, tegnede Draiby med tydelig  inspiration fra Grundtvigskirken i København det store kapel.  Badeanstalten i Spanien, bygget 1930-31, er Draibys mest velkendte  bygning i Aarhus. Her foldede han funktionalismen ud både i eksteriør og  interiør.

## Draibys påvirkning af Aarhus
Oversigt over Draiby bygninger i Aarhus
- Badeanstalten
- Store Kapel på Vestre Kirkegård
- Rækkehuse ved Poul Martin Møllers Vej
- Dobbelthusene ved Marienlund (1926).
- Karré ved Søndre Ringgade og Trepkasgade
- Den Permanente Søbadeanstalt

Bygninger og kvarterer, som Draiby har haft indflydelse på restaurering som stadsarkitekt
- Sjette Frederiks Kro
- Stadion Allé-kvarteret
- Aarhus Tekniske Skole i Nørre Alle 31